# Strand (Norvegia)
Strand este o comună din provincia Rogaland, Norvegia.